# Faust et Marguerite
Pour les articles homonymes, voir Faust (homonymie).
Pour plus de détails, voir Fiche technique et Distribution.
Faust et Marguerite est un film français réalisé par Georges Méliès, sorti en 1897.

## Autour du film
Georges Méliès adapte Faust dans trois autres films : La Damnation de Faust (1898), Faust aux enfers, (1903) et Damnation du docteur Faust (1904).